# Jânio Quadros
Jânio da Silva Quadros (phát âm tiếng Bồ Đào Nha: [ʒɐniu dɐ siwvɐ squareɾus], 25 tháng 1 năm 1917 - 16 tháng 2 năm 1992) là một chính trị gia Braxin đã từng là Tổng thống thứ 22 của Brasil từ ngày 31 tháng 1 đến ngày 25 tháng 8 năm 1961, Khi ông từ chức.

## Sự nghiệp
Quadros sinh ra ở Campo Grande, Mato Grosso do Sul. Sự nghiệp khí quyển của ông có thể được quy cho việc sử dụng rộng rãi của ông về ngôn từ dân túy và hành vi xa hoa của ông ta. Ông trở thành thị trưởng của thành phố São Paulo năm 1953 và thống đốc bang São Paulo chỉ hai năm sau đó, năm 1955. Ông được bầu làm chủ tịch của Brasil vào năm 1960, đứng đầu liên minh Đảng Lao động Quốc gia (PTN), Đảng Dân chủ Kitô giáo và đảng đối lập lớn nhất, Liên minh Dân chủ Quốc gia. Biên độ thắng lợi 15,6% của ông sẽ là biên lợi nhuận lớn nhất cho một cuộc bầu cử tổng thống được tổ chức bởi phiếu phổ thông cho đến khi Fernando Henrique Cardoso thắng 27 điểm vào năm 1994. Khi ông nhậm chức vào ngày 31 tháng 1 năm 1961; Đây là lần đầu tiên kể từ khi Brasil trở thành một nước cộng hòa vào năm 1889, một chính phủ đương nhiệm đã chuyển giao quyền lực một cách bình yên cho một thành viên được bầu của phe đối lập. Đây cũng là lần đầu tiên trong 31 năm mà tổng thống không bị giữ bởi một người thừa kế di sản của Getúlio Vargas.
Quadros đổ lỗi cho tỷ lệ lạm phát cao ở nước này đối với người tiền nhiệm, Juscelino Kubitschek. Là chủ tịch, Quadros cấm cờ bạc, cấm phụ nữ mặc bikinis trên bãi biển, và thiết lập quan hệ với Liên Xô và Cuba, cố gắng đạt được một chính sách quốc tế trung lập. Sự thiết lập lại mối quan hệ với Khối XHCN vào giữa Chiến tranh Lạnh đã khiến ông bị UDN ủng hộ trong Quốc hội, khiến ông không còn quyền lực thực sự.P